# Parafia św. Marcina w Tomaszowie Mazowieckim
Parafia św. Marcina w Tomaszowie Mazowieckim – parafia rzymskokatolicka w diecezji radomskiej, dekanacie tomaszowskim.

## Historia
Pierwsze wzmianki w źródłach historycznych są datowane na rok 1470 – jako kościół w Białorzegach. Następna budowla sakralna odnotowana jest w 1746. Kościół był drewniany i zbudowany został staraniem ks. Szymona Ewarysta Kobylińskiego herbu Prus. W 1883 przeprowadzono gruntowną renowację. Budynek świątyni zachował się do czasów obecnych, lecz nie jest wykorzystywany, ze względu na nową świątynię, która funkcjonuje od 1986 staraniem ks. Mieczysława Adamskiego wg projektu arch. Ludwika Mackiewicza i konstr. Bogdana Trębińskiego. Kościół jest wzniesiony w kształcie rotundy, z cegły klinkierowej. Wioska Białobrzegi w 1977 została wchłonięta w granice miasta Tomaszów Mazowiecki, ale dawna jej nazwa funkcjonuje wśród ludności na oznaczenie osiedla. 11 listopada 2004 roku bp Zygmunt Zimowski dokonał konsekracji kościoła.

## Zasięg parafii
Do parafii należą wierni z miejscowości: Tomaszów Mazowiecki (część): ul. Białobrzeska, Cisowa, Gminna, Hubala, Dziubałtowskiego, Hojnowskiego, Kałużyńskiego, Krawiecka, Łozińskiego, Michałowska, Młodzieżowa, Myśliwska, Okopowa, Opoczyńska, Pliszczyńskiego, Peryferyjna, Podoba, Kolejowa, Kowalska, Radomska, Reja, Stolarskiego, Szewska, Torowa, Wąwalska, Wilcza, Witolda Białego, 25 Pułku AK, Witosa; Wąwał: ul. Boczna, Cegielniana, Główna, Jeleń, Kolejowa, Krótka, Krzywa, Lipowa, Łączna, Mała, Polna, Szmaragdowa, Tkacka, Tomaszowska, Wesoła, Willowa oraz wsie Ciebłowice Duże i Ciebłowice Małe.

## Proboszczowie
- 1938–1948 – ks. Marian Stankowski
- 1948–1960 – ks. Bronisław Godzisz
- 1960–1971 – ks. Stanisław Gruszka
- 1971–1993 – ks. Mieczysław Adamski
- 1993–2006 – ks. kan. Jan Kularski
- 2006–2010 – ks. kan. Kazimierz Chojnacki
- 2010 – nadal – ks. kan. Stanisław Pałkiewicz

## Grupy parafialne
Ministranci, Koło Żywego Różańca, Schola, Oaza Dzieci Bożych, KSM, Oaza Domowego Kościoła, Caritas.